# Pierre-Bénite
Pierre-Bénite is een plaats en voormalige gemeente in de Franse Métropole de Lyon (regio Auvergne-Rhône-Alpes) en telt 9949 inwoners (2004). De plaats maakt deel uit van het arrondissement Lyon. Pierre-Bénite is op 1 januari 2024 gefuseerd met de gemeente Oullins tot de gemeente Oullins-Pierre-Bénite

## Geografie
De oppervlakte van Pierre-Bénite bedraagt 4,5 km², de bevolkingsdichtheid is 2210,9 inwoners per km². De plaats ligt op de linkeroever van de Rhône.

## Verkeer en vervoer
In de gemeente ligt spoorwegstation Pierre-Bénite.
De onderstaande kaart toont de ligging van Pierre-Bénite met de belangrijkste infrastructuur en aangrenzende gemeenten.

## Demografie
Onderstaande figuur toont het verloop van het inwonertal (bron: INSEE-tellingen).

## Geboren
- Clément Berthet (2 augustus 1997), wielrenner